# Gryllus chappuisi
Gryllus chappuisi är en insektsart som först beskrevs av Lucien Chopard 1938.  Gryllus chappuisi ingår i släktet Gryllus och familjen syrsor. Inga underarter finns listade i Catalogue of Life.